# ロッカー

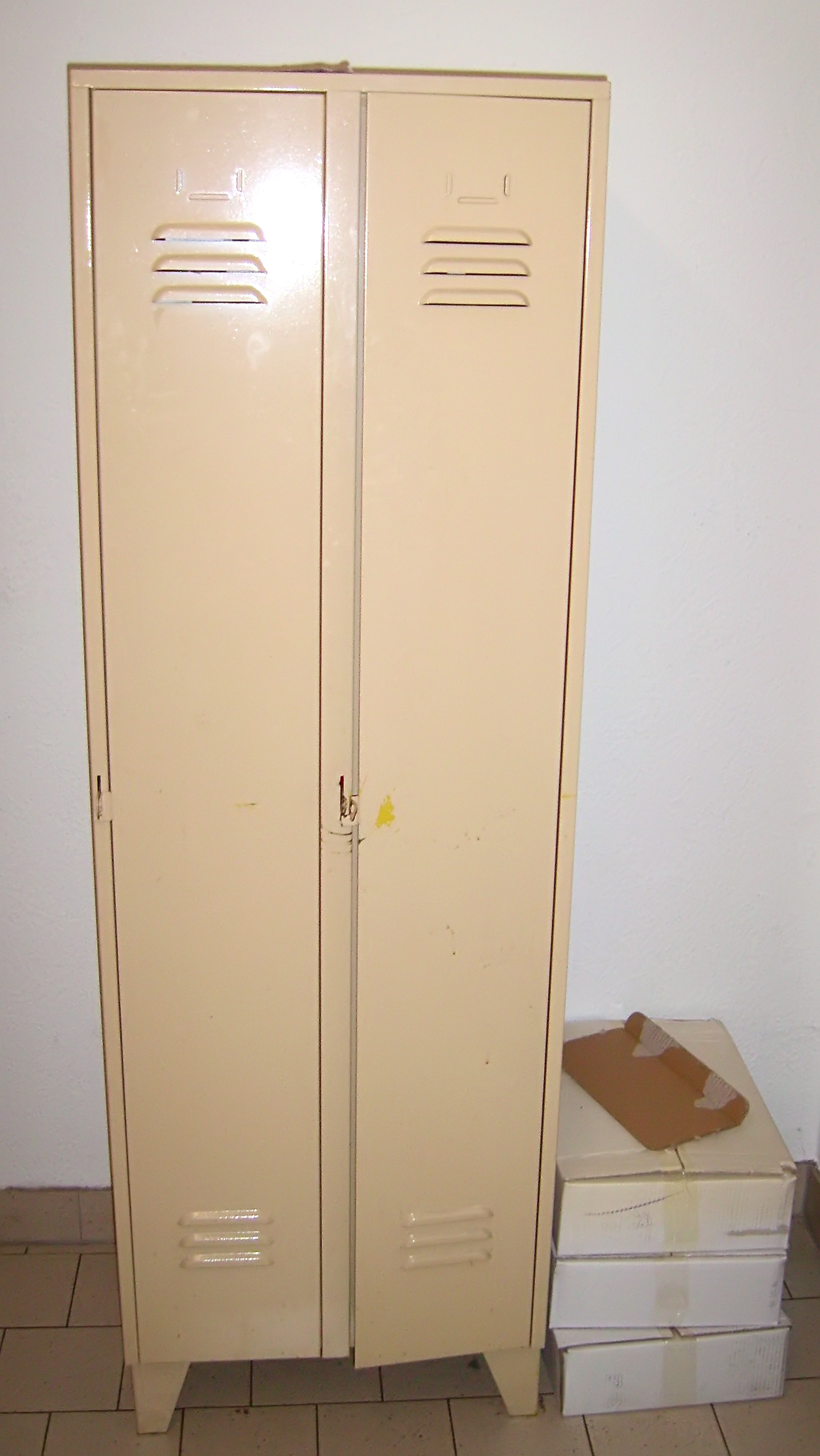
一般的なロッカー

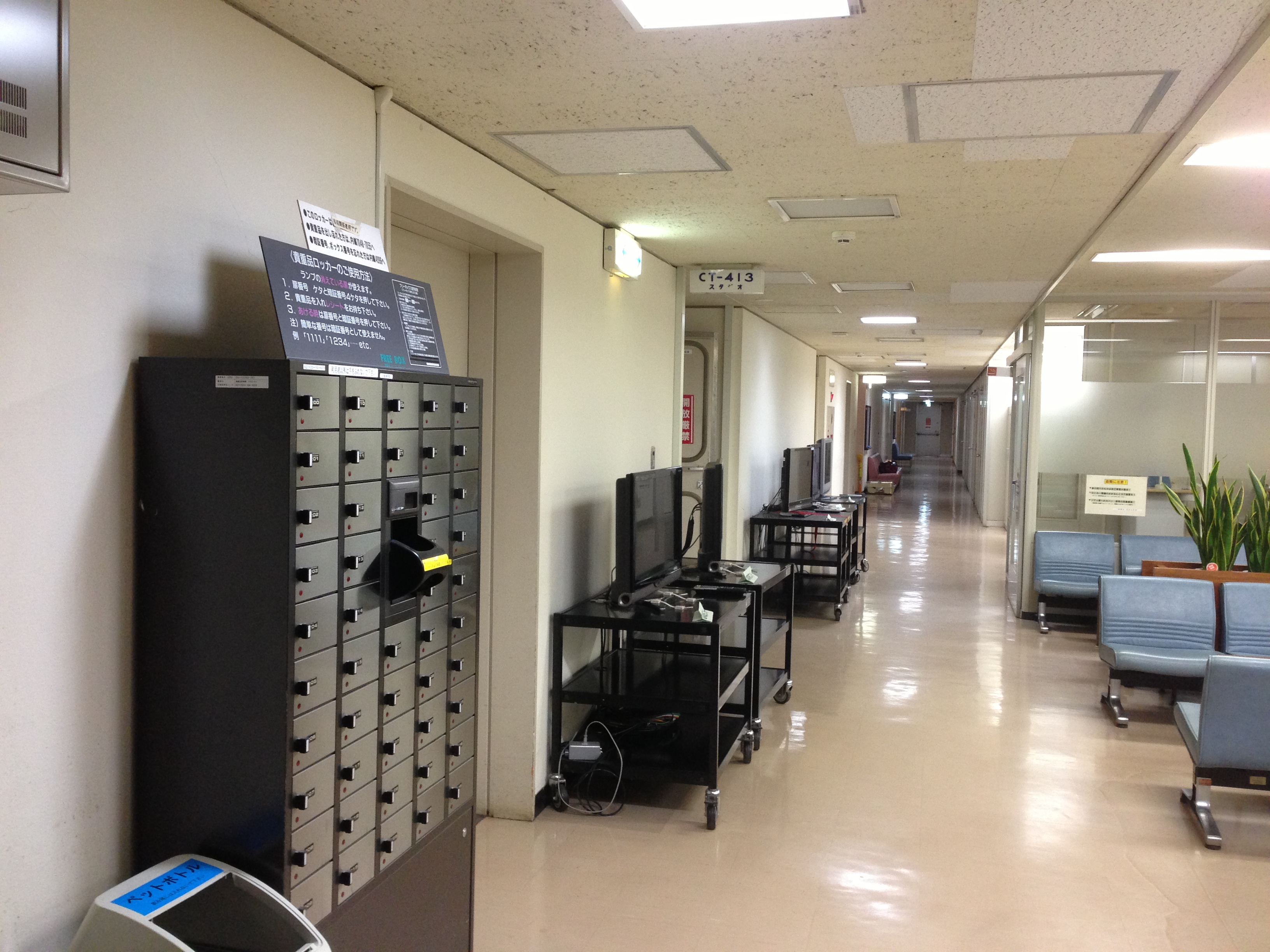
貴重品ロッカー

ロッカー（locker）とは、衣類・靴、清掃用具、スポーツ用品等を収めるための収納家具の一種。鍵（lock）がかけられる製品が多い。

## 概要
企業や学校などでは衣類や靴、清掃用具等を収納するために利用される。ロッカーのある部屋のことをロッカールームという。ロッカーは、その機能によって幾つかの種類があり、またその各々で利用される形態も異なる。
構造としては、本体や扉はプレス加工の板金でできているものが一般的に見られる。古い銭湯では、木製のものも見られる。
ロッカーには鍵が付いているものも多く、施錠することで所定の鍵（key）以外では開けることができず、内容物を守ることができるようになっている。企業では資料や在庫や部材などの持ち出しに許可制を敷いている物品を保管する用途にも使われる。鍵は金庫などに比べると比較的簡単な傾向があり、タンブラー錠でも建具などでは5ピン以上の複雑さを持つのに対して、ロッカーでは3〜4ピンであったり、或いは数桁程度の暗証番号のみであったりする。ただし、近年ではカード式の施錠機構を持つ製品も発売されている。
施錠できる収納としてはロッカーのほかに机やたんすなどの引き出しや金庫などもあるが、ロッカーは通常複数人によって使用されることを目的としているため施錠できる区画が複数並んでおり、また、通常は固定して使用される点で、手提げ金庫などとは異なる。
一般にロッカーには金庫のように本格的な防犯機能や内容物を火災から守る機能もなく、単純に盗難を防いだり無関係の者に内容物を見られたりしないようにするために利用される。ただし、貴重品保管用の防犯機能を高めたロッカーも販売されているほか、不審物が置かれることを防ぐため公共施設等に置かれるロッカー（コインロッカー等を含む）には透明あるいは半透明のアクリル製扉を取り付けた製品もあるなど多機能化している。

## コインロッカー

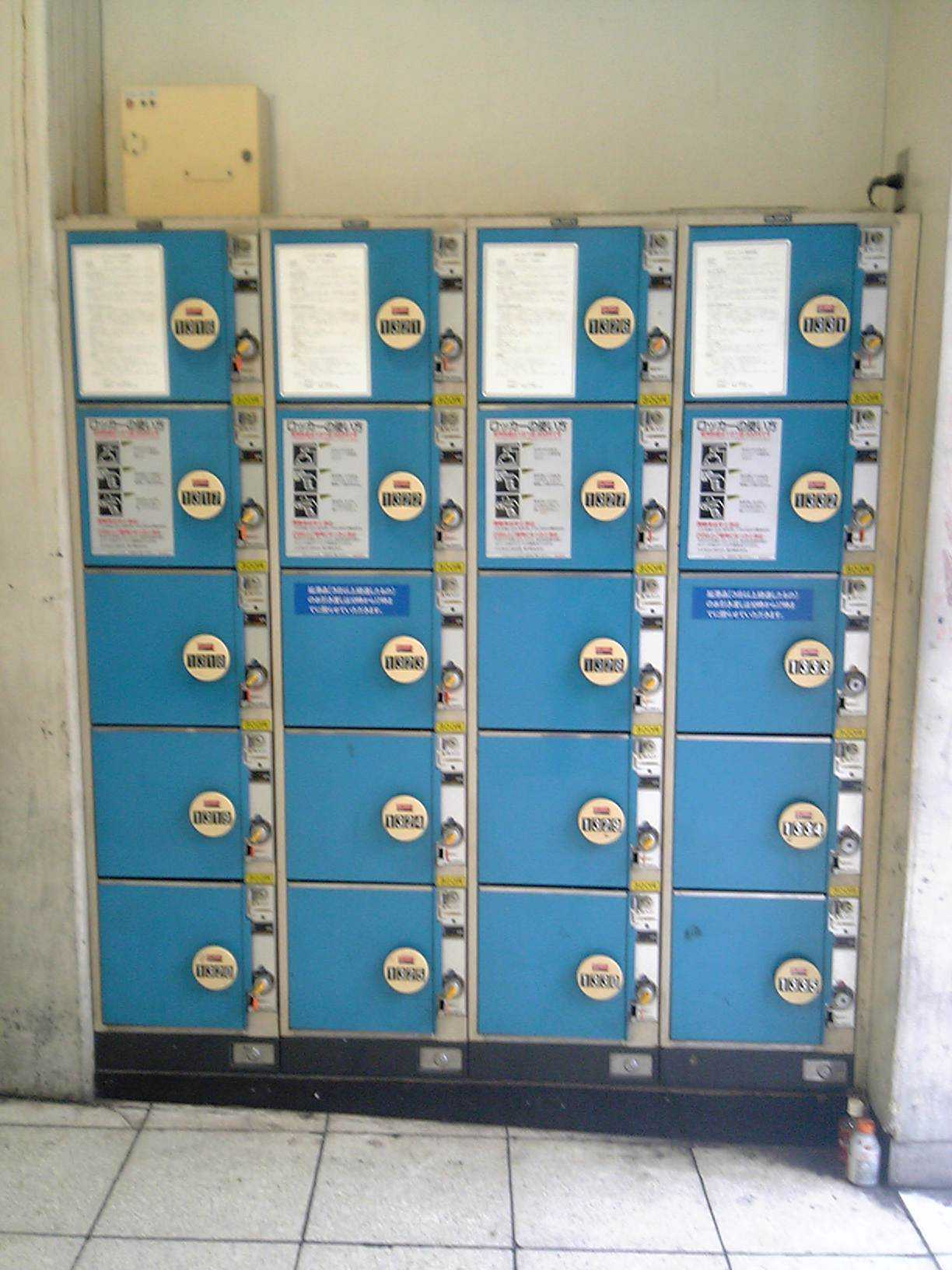
コインロッカー

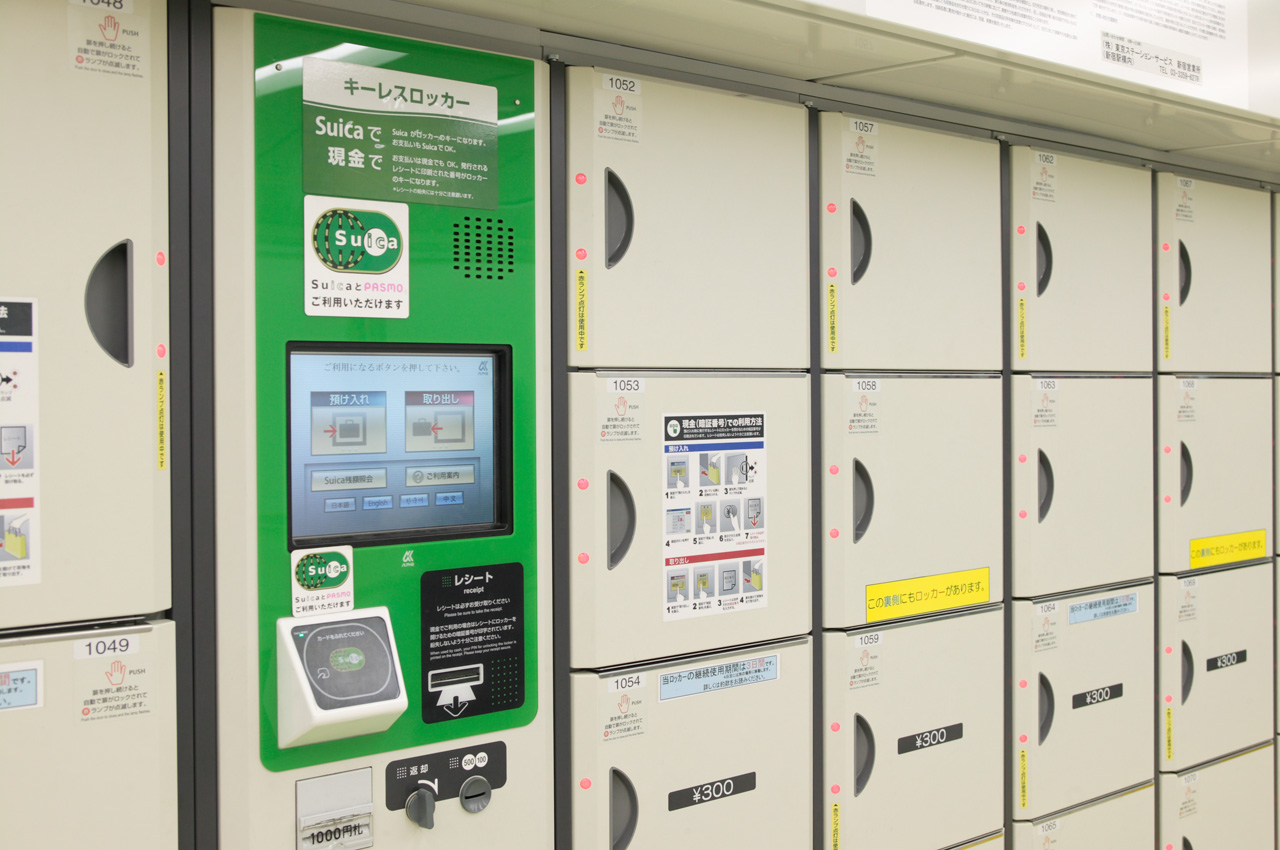
Suica、PASMO対応のキーレスロッカー

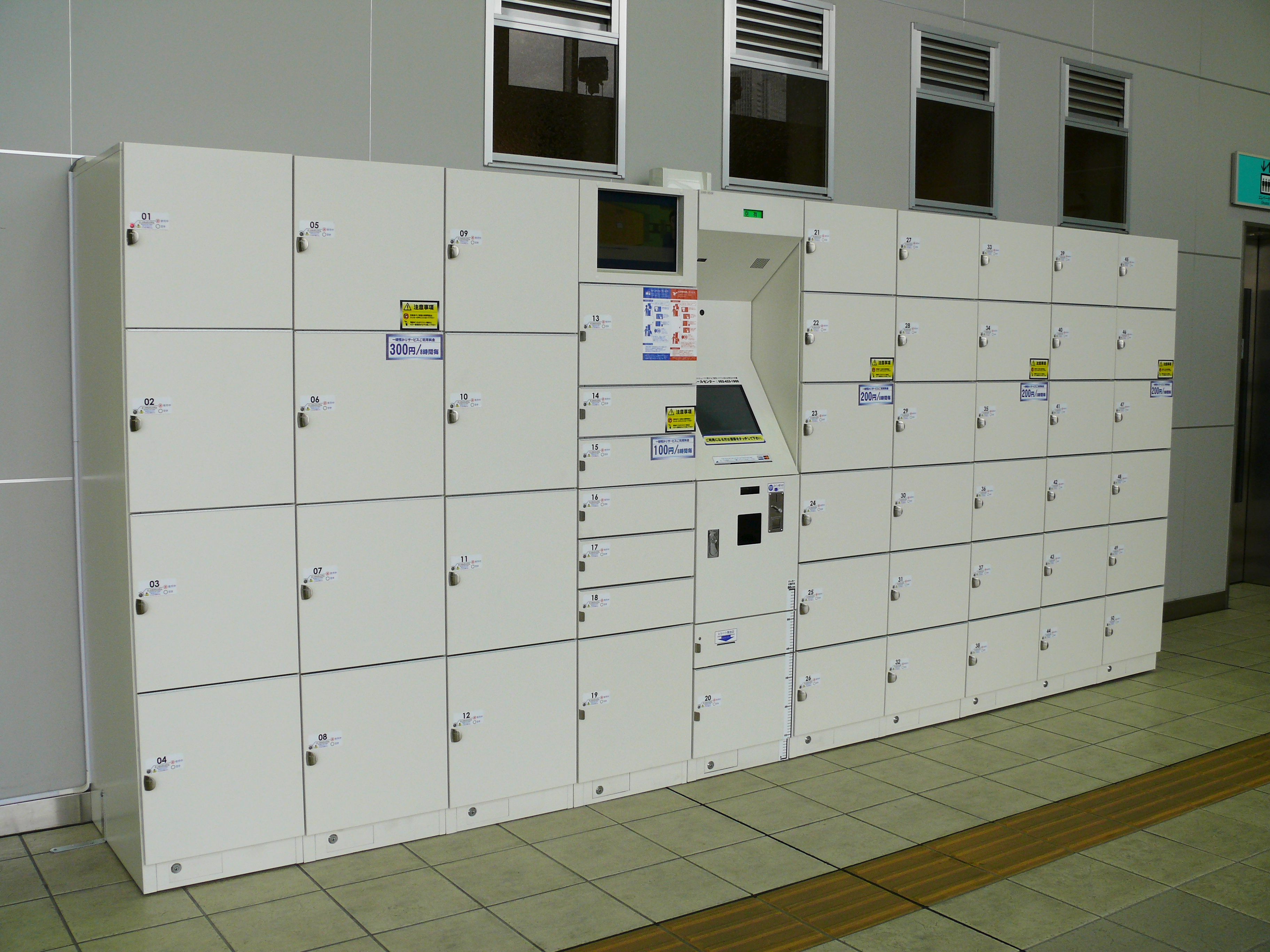
駅のITロッカー

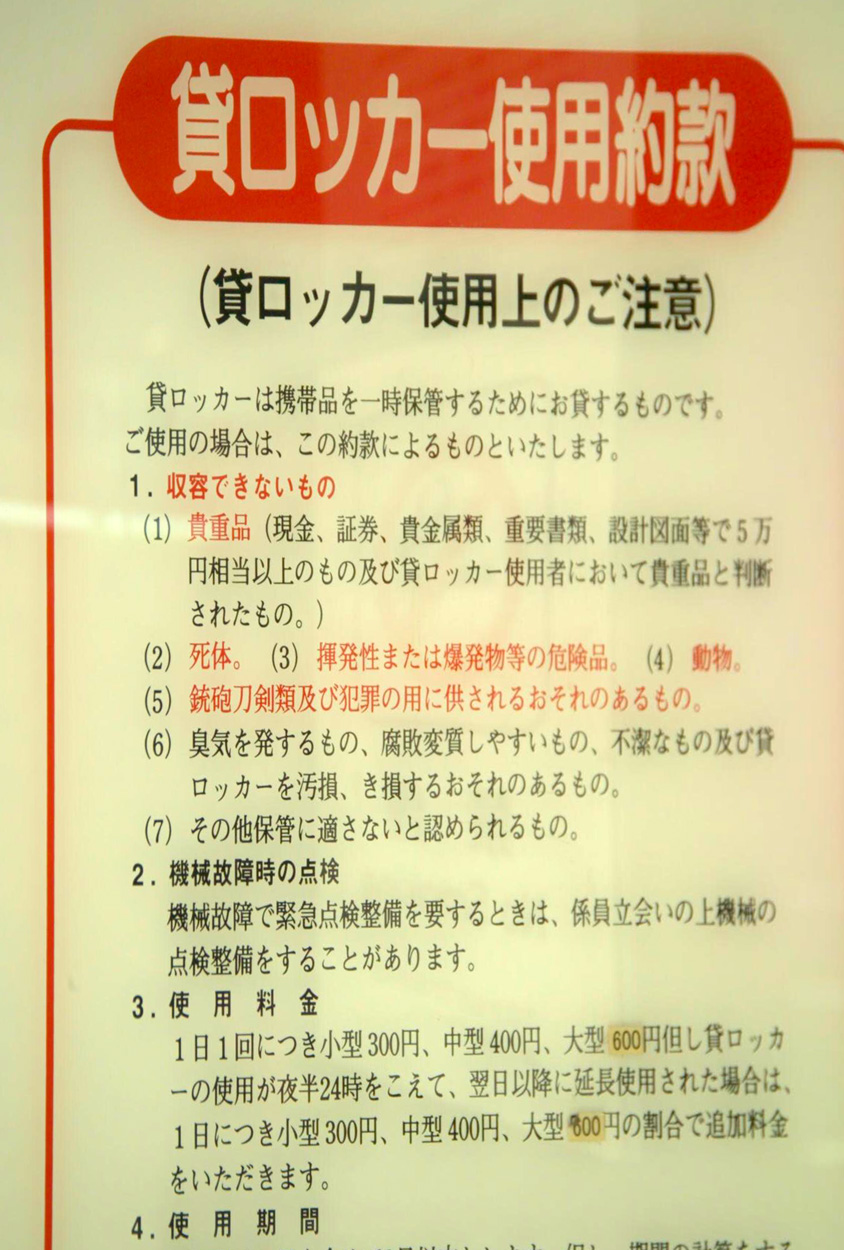
使用約款の一例

コインロッカーは、硬貨（コイン）の投入によって施錠される機構が搭載されたロッカーで、荷物を預けて行動したい人が多く集まる大型の公共・商業施設や繁華街の屋外などに設置されるものである。有料式のほか、美術館・博物館等では利用開始時に投入した硬貨を荷物の取り出し時に返却する無料式のものもある。有料の場合にはロッカーに自動課金システムが搭載されており、預かった荷物を商品として提供する一種の自動販売機ということになる。
主に、鉄道駅の構内や駅前に設置されている例が多いが、百貨店やスーパーマーケットなどの小売店の入口や公衆浴場の脱衣所などに設置されている場合もある。これらは「手荷物を一時的に保管する」という機能を提供するもので、観光客など旅客が着替えや洗面具などの「かさばるが、すぐには使わないもの」を預けて身軽な状態で観光や用事を済ます事が出来る。
日本のコインロッカーでは、使用できる硬貨は一般に百円硬貨であることが多いが、一部機種では五十円硬貨となっているものもある。
また買物などで「買った品物を持ったまま、更に買物を続けるのは難しい」状態で、購入した物品を一時的に預けるためにも利用される。通信販売で取り寄せた品物を、自宅以外で受け取る用途にも使われるようになっている。開錠はインターネットで送られて来る暗証番号で行われる方式もある（詳細は「宅配ロッカー」を参照）。
コインロッカーは荷物のサイズに合わせて大小のロッカーが用いられ、大型のコインロッカーの場合には「キャリーバッグ可」「スーツケース可」「ゴルフバッグ可」など入れることのできる荷物の大きさの目安が表示されることもある。なお、大型のコインロッカーにも入らない大きさの荷物を預けておきたい場合には手荷物預かり所やトランクルームなどが利用される。
| サイズ      | 標準      | 中      | 大      | 特大    |
| ----------- | --------- | ------- | ------- | ------- |
| 高さ (mm)   | 200 - 400 | 550     | 840     | 1,030   |
| 横幅 (mm)   | 340       | 340     | 340     | 340     |
| 奥行き (mm) | 570       | 570     | 570     | 570     |
| 料金 (円)   | 300以上   | 400以上 | 500以上 | 600以上 |

### 利用方法
コインロッカーには設置者により約款が掲示されているので利用の際にはそれに従うことになる。
コインロッカーを利用するには、まず荷物をロッカーの中に入れ、扉を閉める。次にコイン投入口に指定された金額の硬貨を投入する。これによってロッカーを施錠して備え付けられた鍵を抜くことができるようになる。荷物を引き取るときは鍵を元の鍵穴に挿して回せば、扉が開いて荷物を取り出すことができる。

### 有料の場合
有料のコインロッカーの料金はロッカーのサイズによって異なり、大きいサイズほど料金が高額になる。また単位時間に対して料金が設定されており、1日単位でロッカーを貸し出すものが多いが、近年は6時間単位などより細かい時間に設定されている場合がある。1日単位の場合は午前0時、それより短い設定がされているものは預けた時間から数えて設定時間を過ぎると延長料金が発生し、その場合は荷物の引き取りの時に延長料金をロッカーのコイン投入口に支払わなければならない。なお、通常、連続使用には上限が設けられており一定の#使用期限が定められている。
最近では、携帯電話の番号を鍵代わりに使用し、荷物の受け渡しや郵便小包の受取りにも使用することが可能なコインロッカーも存在する。また、電子マネーを用いて利用料金を決済し、その電子マネーを鍵としても使用するコインロッカーも実用化され、徐々に増加中である。一部の鉄道駅では、その事業者が導入している電子マネー対応のIC乗車カード（JR東日本のSuicaなど）を利用できるコインロッカーがある。

### 無料の場合
無料のコインロッカーには、使用時には硬貨を投入する必要があるが、荷物引き取り時に投入した硬貨が返却されるようになっているものが多い。このようなコインロッカーは保証金式、返却式、返金式、リターン式（コインリターン式）などと呼ばれている。収益目的ではなく、専ら盗難防止のために設置される。この場合、荷物を預ける際に支払う硬貨はデポジットの意味合いを持ち、鍵を持ち去るいたずらも防止する。
これらは「入場料を支払って利用する」ような施設で主に使われる傾向がある。
アルファロッカーシステムによれば、1980年代初頭にリターン式コインロッカーの販売を開始した。

### 収容が原則として禁じられているもの
原則的に、現金や貴重品などは、盗難などの問題が発生した場合に、設置者側では管理が難しく責任を取れない（取りたくない）ため、利用約款などで預入れが禁止されていることが多い。これはロッカーが簡便な鍵しか持たず、またロッカー自体も余り強固ではないことから、こういった物品を守る機能がないこと。また、貴重品などが預けられるようになると、これらを狙ってロッカーが頻繁に破壊されるようになることが考えられるため、これを回避するという意図もある。
一般的に利用約款では以下のような物件についてコインロッカーでの保管を禁じることが多い。
- 現金
- 有価証券
- その他の貴重品（宝石、貴金属など）
- 危険物（揮発性、毒性、爆発性のある物件など）
- 銃砲刀剣類など犯罪に使用されるおそれのある物件、法律で所持・携帯が禁じられている物件
- 盗品など犯罪により取得された物件
- 動物
- 臭気を発する物件
- 遺骨
- 腐敗・変質のおそれがある物件、不潔な物件
- 破損しやすい物件、非常に重い物件（耐荷重を超える重量物）
- コインロッカーを汚損する物件
- その他コインロッカーでの保管に適さないもの

なお、こういった禁止物を預けて事故が起きた場合や、あるいはロッカー側が汚損された場合には、警察への届出（刑事事件）を実施したり、利用者に所定の罰金を課すことを掲示しているロッカーも見られる。またそういったものを入れられるのを防ぐのと防犯上の理由から、監視カメラが設置されていることも少なくない。

### 免責条項
利用約款には現金や貴重品が預けられ盗難などの問題が発生した場合などについて、設置者は免責される旨の条項が含まれていることがほとんどである。
一般的に利用約款では以下のような場合について設置者は免責されるとしていることが多い。
- 利用約款で収容が禁止されている物件がコインロッカーに収容されていたとき
- コインロッカーの鍵の紛失・盗用による場合
- 使用者のコインロッカーの誤使用による場合
- 天災事変等の不可抗力による場合
- 司法手続により収容されている物件が押収された場合または証拠品として提出を求められた場合
- 設置者の責めに帰さない場合

### 使用期限
通常、コインロッカーの利用に関して定められた約款には連続使用の期限が定められている。この期限を超過すると設置者が約款に従ってコインロッカーから荷物を回収することになる（強制開錠）。その後、荷物は法令及びコインロッカーに掲示されている約款に従い処分される。実際には約款そのものに一定期間経過した場合には預けた者が荷物の所有権を放棄したものとみなす条項が含まれていることが多く、食べ物などの場合を除いて荷物は回収後に設置者（管理会社）のもとで別倉庫等で一定期間保管され、その期間が過ぎると処分されることになっている場合が多い。なお、利用期間中は常時施錠されているが、コインロッカーに保管されている物件が規約によって保管の禁じられている物件に該当する疑いがある場合には、設置者は開錠して物件を確認した上で別の場所で保管したり廃棄できるとする条項が含まれていることが多い。

### 犯罪対策
コインロッカーの中に生後間もない赤ちゃんを置き去りにする事件も日本では過去幾度となく発生している。1976年（1月-11月）の上野駅の例では7件の遺棄、死亡事件が発生している。これは保護責任者遺棄罪にあたり、犯罪行為であるため、警察が介入する。裏取引きで違法な物品の受け渡しなどにも利用されたケースもあるため、この辺りが複雑な鍵を取り付け難い理由ともなっている模様。
コインロッカーは国際テロに利用されやすいとされ、近年の要人来日時（特にアメリカ合衆国大統領来日時）は、ごみ箱と共に使用が停止される事がある。2010年のAPEC首脳会議では、首都圏鉄道路線全ての駅のコインロッカー・ごみ箱だけでなく、一部の駅では自動販売機の使用も停止されている。2019年のG20大阪サミットでも、大阪府内鉄道路線全ての駅と近畿圏を中心とした府外（東京都区部・名古屋市・福岡市等を含む）の主要駅で同様にコインロッカー・ごみ箱等の使用停止の措置を行っている。
このような犯罪対策として近年ではコインロッカーの扉の部分を透明あるいは半透明にした製品も普及している。

### コールドロッカー
大型のスーパーマーケットなどでは庫内に冷蔵機能を付加したコールドロッカーが設置されていることもある。一例として、渋谷ヒカリエ（東京都）のShinQs地下3階にある冷蔵ロッカーは、ICカード決済（PASMO・Suica）機能を付加されている。また、ICカードロッカーでありながら、鍵で施錠解錠できるタイプなので停電時でも利用者は荷物を取り出せる。
冷凍に対応するコールドロッカーも登場している。

### 設置される主な施設
- 鉄道駅
- 銭湯など公衆浴場
- インターネットカフェ
- カプセルホテル
- 学校施設

## 宅配ロッカー
宅配ロッカーは、1990年代より宅配便と通信販売が発達した日本で見られるようになったシステムで、これらは部外者は入り口エントランスまでしか入れない分譲マンション（集合住宅）などに設置が見られるが、一般家庭用のものも登場している。
旧来の家庭では、誰かしら家にいることが多く、たとえ小包が届けられても、その誰かが受け取ることができた。しかし核家族化やDINKsなど、日中には不在となりがちな家庭では、家庭向けの荷物を受け取ることができない。集合住宅で終日管理人が常駐している場合には、この管理人が代わりに受け取って帰宅した住人に手渡すことも可能だが、超高層マンションともなると、住人の数が格段に増えて、それらのやり取りが煩雑になったり、あるいは管理業務との兼ね合いが難しい・管理人を常駐させておくことができないなどの問題も発生する。
こういった事情により、従来は郵便物を受け取るために設置されていたピジョンボックスを大型化したり、あるいは電子的な認証機構を備え、所定の部屋の住人向けの荷物は空いているボックスに荷物を入れると施錠され、何らかの認証手段で取り出すことができるようになるというもの。集合住宅向けでは部屋番号を入力するだけのタイプのものと、住民用のキーカードと併用するものがみられ、預け入れに際しては伝票を発行するタイプが主流。預入れと所定ボックスの施錠の際には、宅配伝票に受け取りのはんこを押す機能を供えた製品も見られる。
またこの宅配ポストを逆方向に利用して、宅配業者に預ける発送荷物をポストに預けて業者に連絡、同ポストから業者が荷物を受け取って通常どおりに宅配するというもので、集荷と発送の代金はインターネット経由での電子決済で支払いを済ませられるサービスも登場している。
ただ、宅配ポストの存在を知らない配達人の場合は、折角の宅配ポストに気付いてもらえずに不在者票を投函されるといった行き違いが発生することもある。